# Inre hamnen, Malmö
Inre hamnen är ett delområde i stadsdelen Centrum, Malmö.
Inre hamnen är den äldsta delen av Malmö hamn och byggdes i etapper under slutet av 1700-talet och början av 1800-talet. Området sträcker sig mellan Skeppsbron och Frihamnsviadukten, norr om Östra hamnkanalen. Från Skeppsbron gick förr båtarna till Köpenhamn. I takt med att Malmö hamn byggdes ut blev Inre hamnens betydelse mer och mer överspelad, men det var först med färjornas nedläggning 2002 som färjetrafiken försvann.
Mellan Centralstationen och Gamla posthuset passerar Citytunneln under jord. Andra intressanta byggnader i området är Börshuset, Slagthuset, Hushållningssällskapet, Kolgahuset och Öresundshuset. På västra sida om hamnen är lärarhögskolan belägen sedan år 2005 i den nybyggda byggnaden Orkanen.
För att underlätta trafiken mellan Västra hamnen och Inre hamnen byggdes 2004 Universitetsbron tvärs över hamnbassängen. Norr om bron finns Koggmuseet och bussresecentret för fjärrbusstrafiken. Det var tidigare terminal för Svävartrafiken till Kastrup.

## Bilder

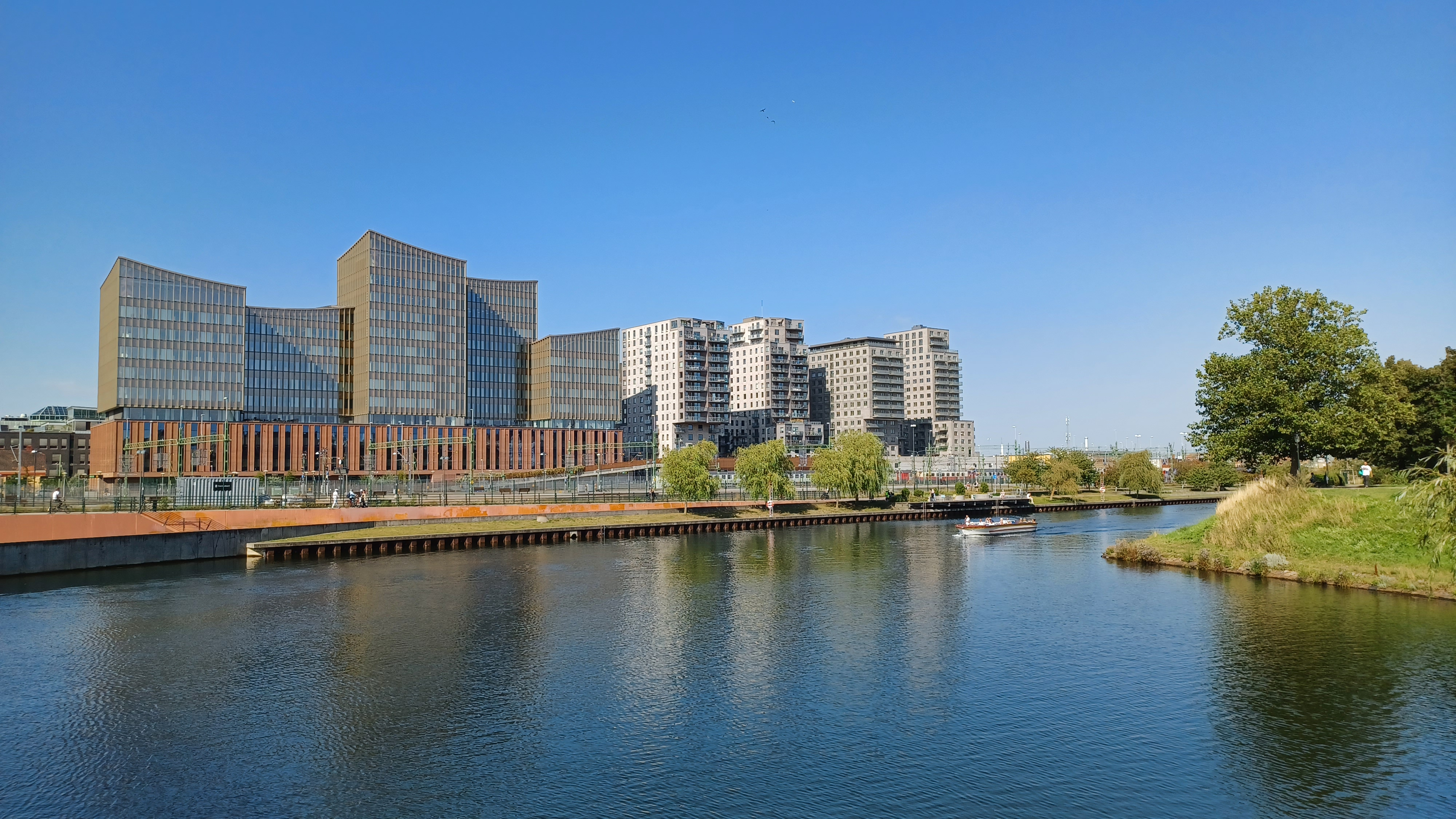
Nya höghus på Carlsgatan vid Malmö centralstation, med bla Malmö tingsrätt till vänster och Östra Förstadskanalen och del av parken på Bastionen Uppsala i förgrunden, augusti 2025.
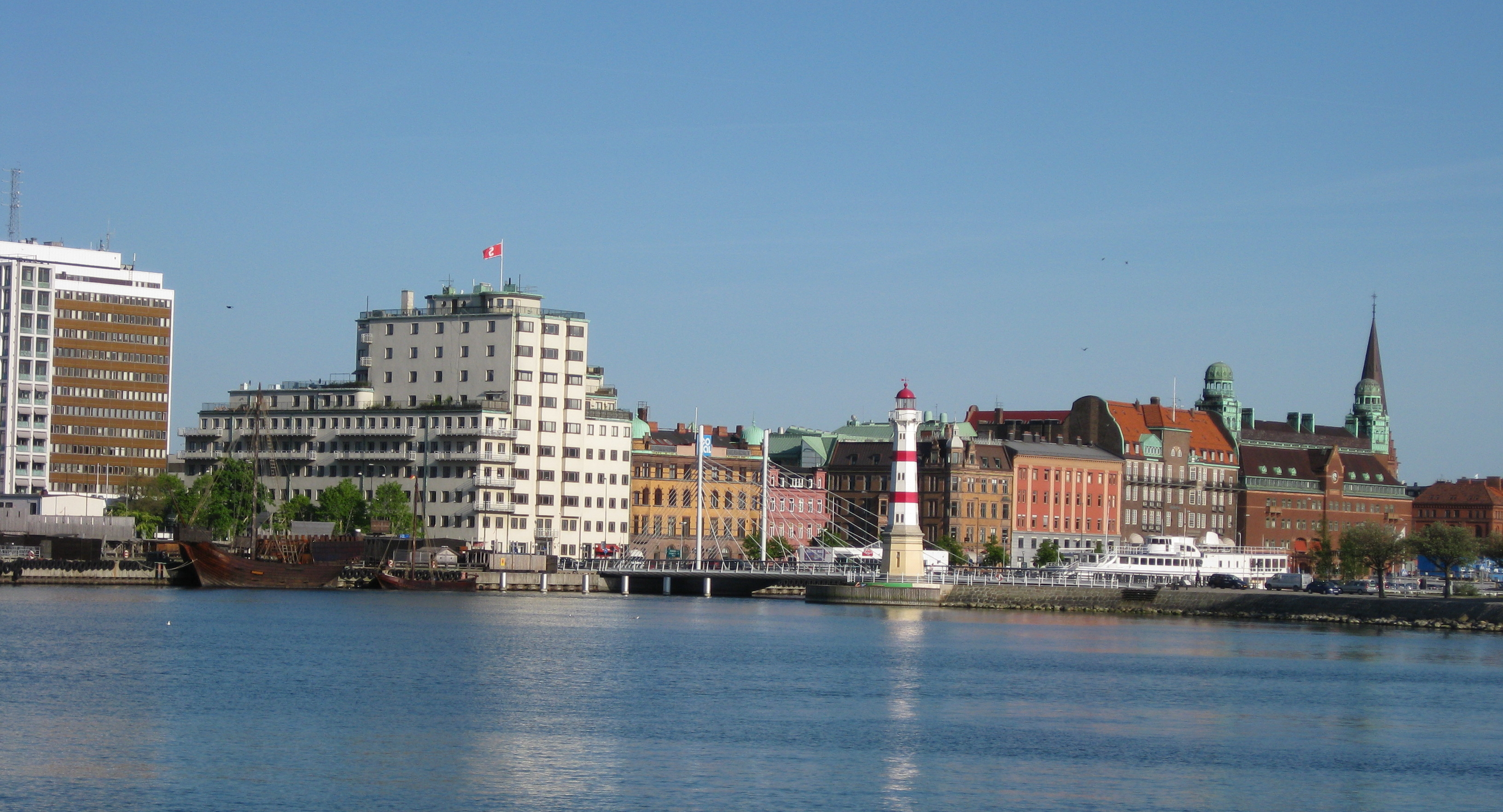
Skeppsbron med intilliggande gamla hus, maj 2008.
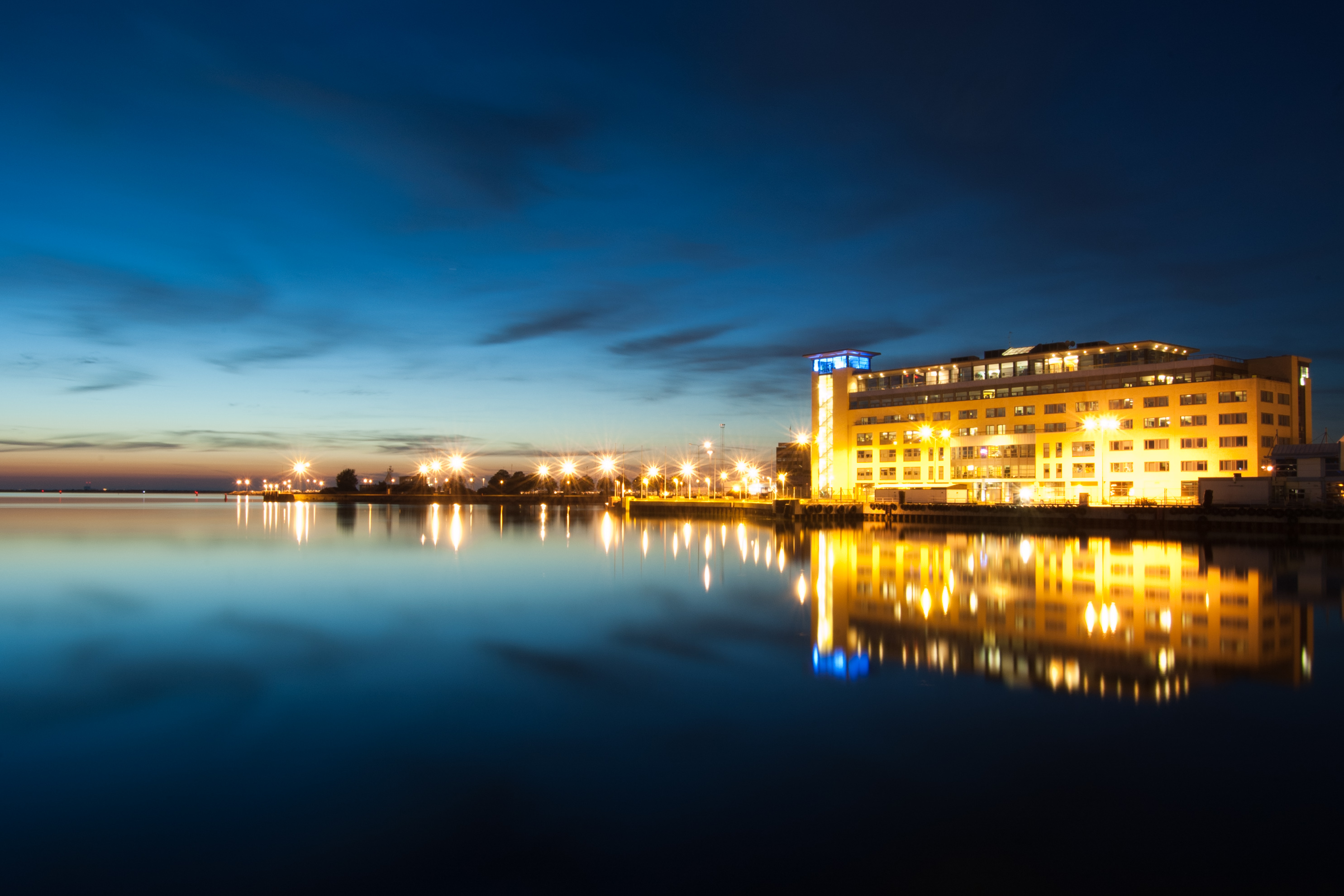
Ångbåtsbron under nattid, norr om Skeppsbron, juni 2006.
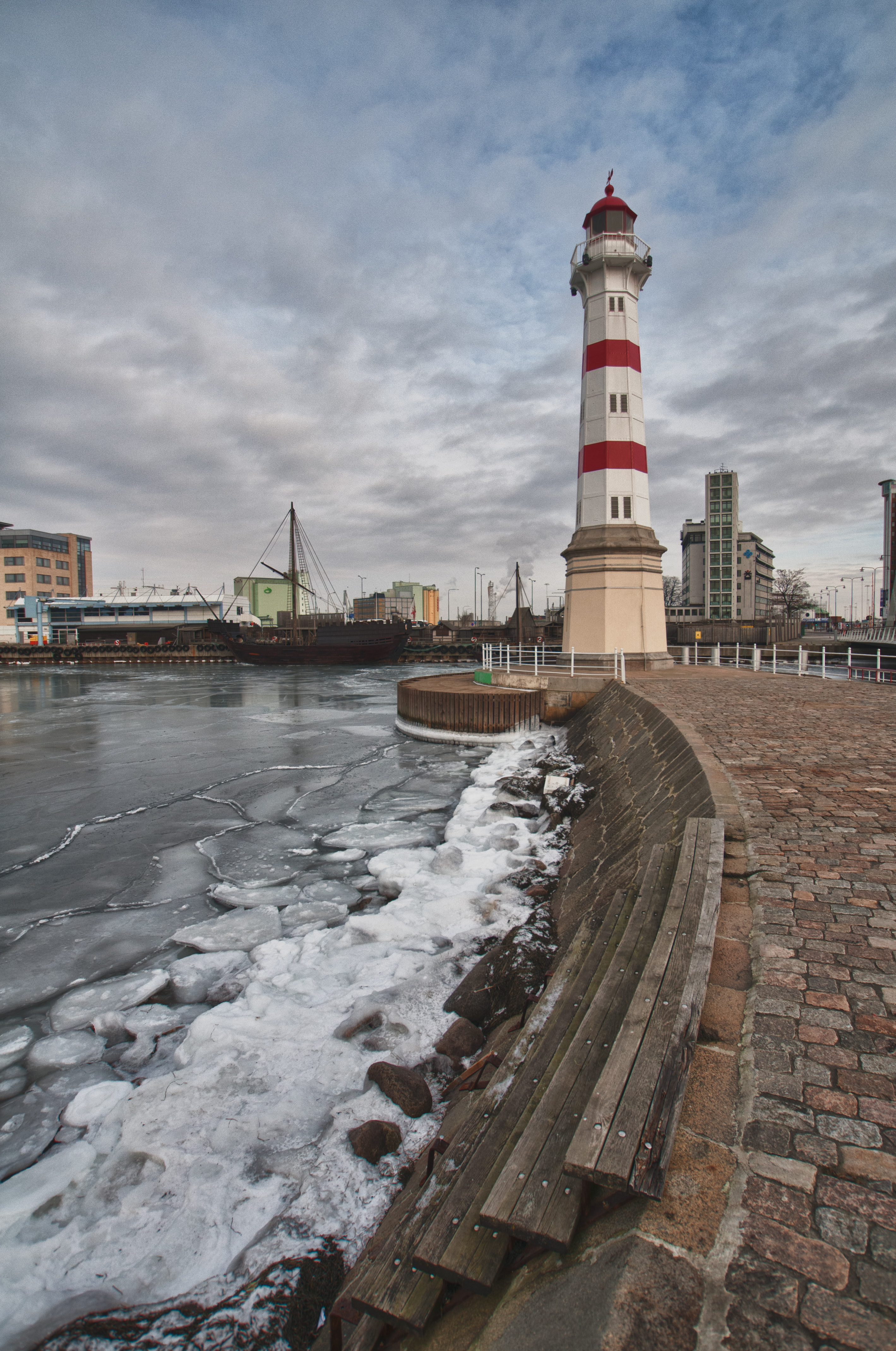
Malmö inre fyr, februari 2012.
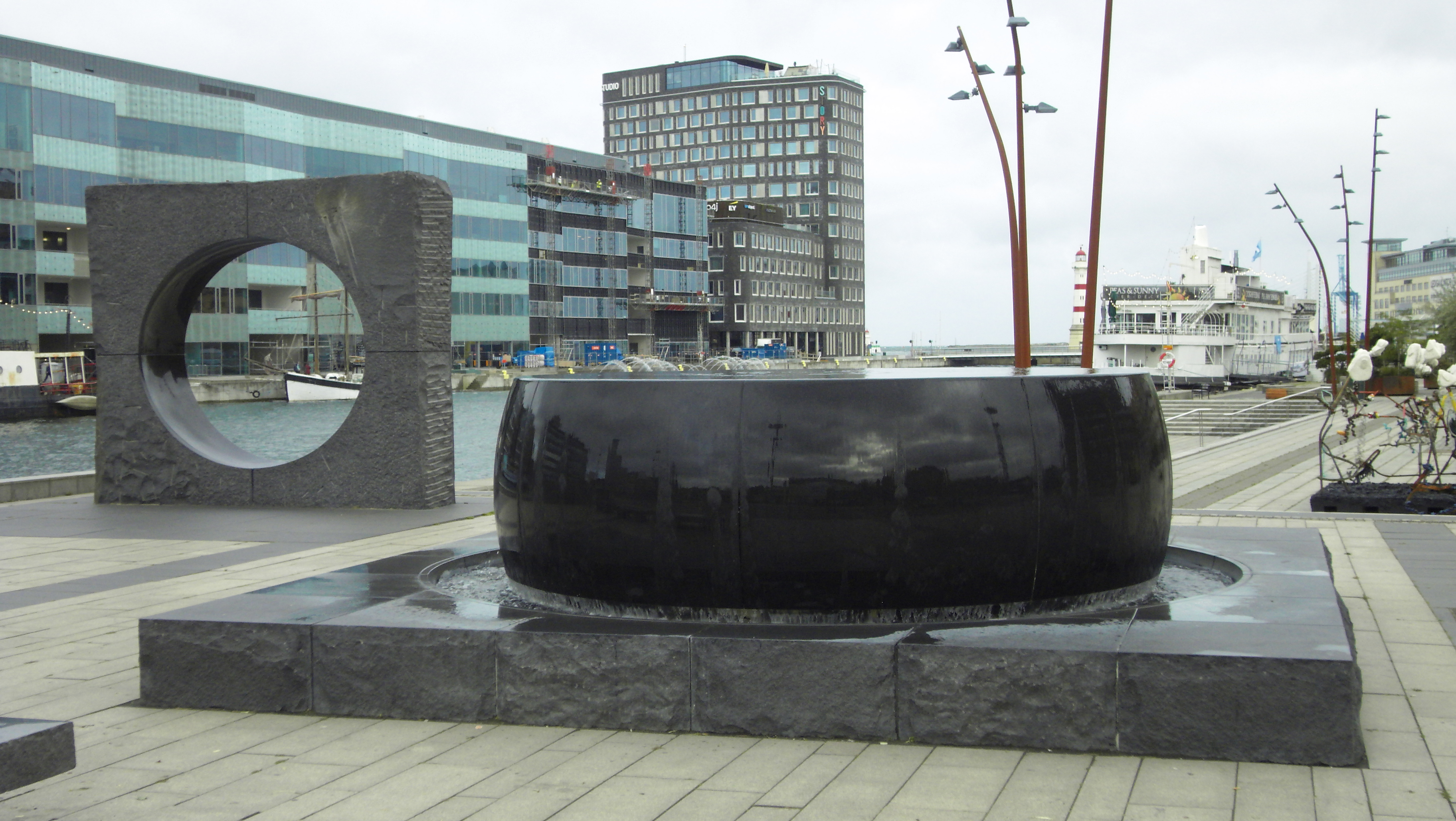
Posthusplatsen med konstverken Utblick/Insikt, september 2021.
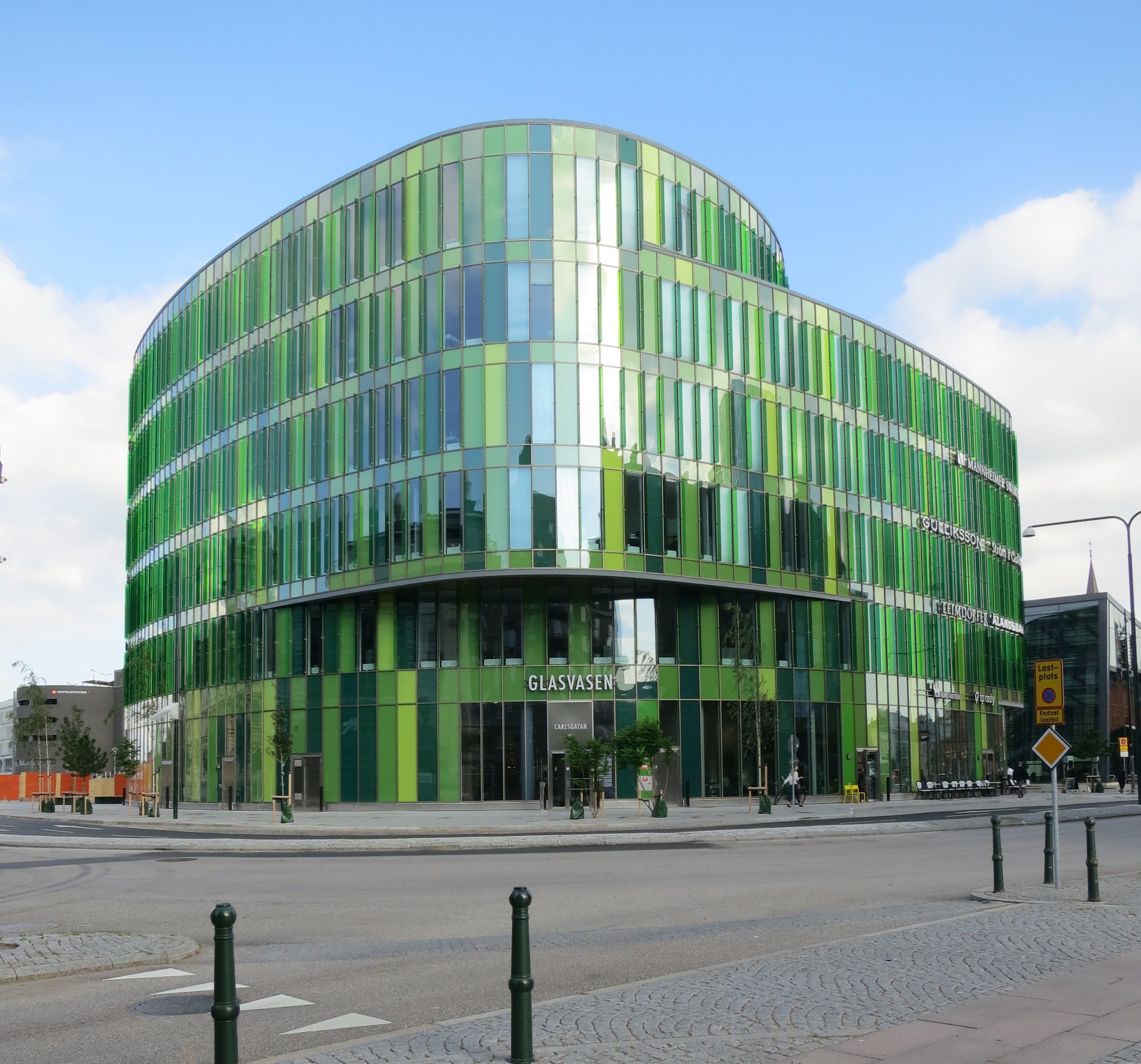
Glasvasen, augusti 2016.
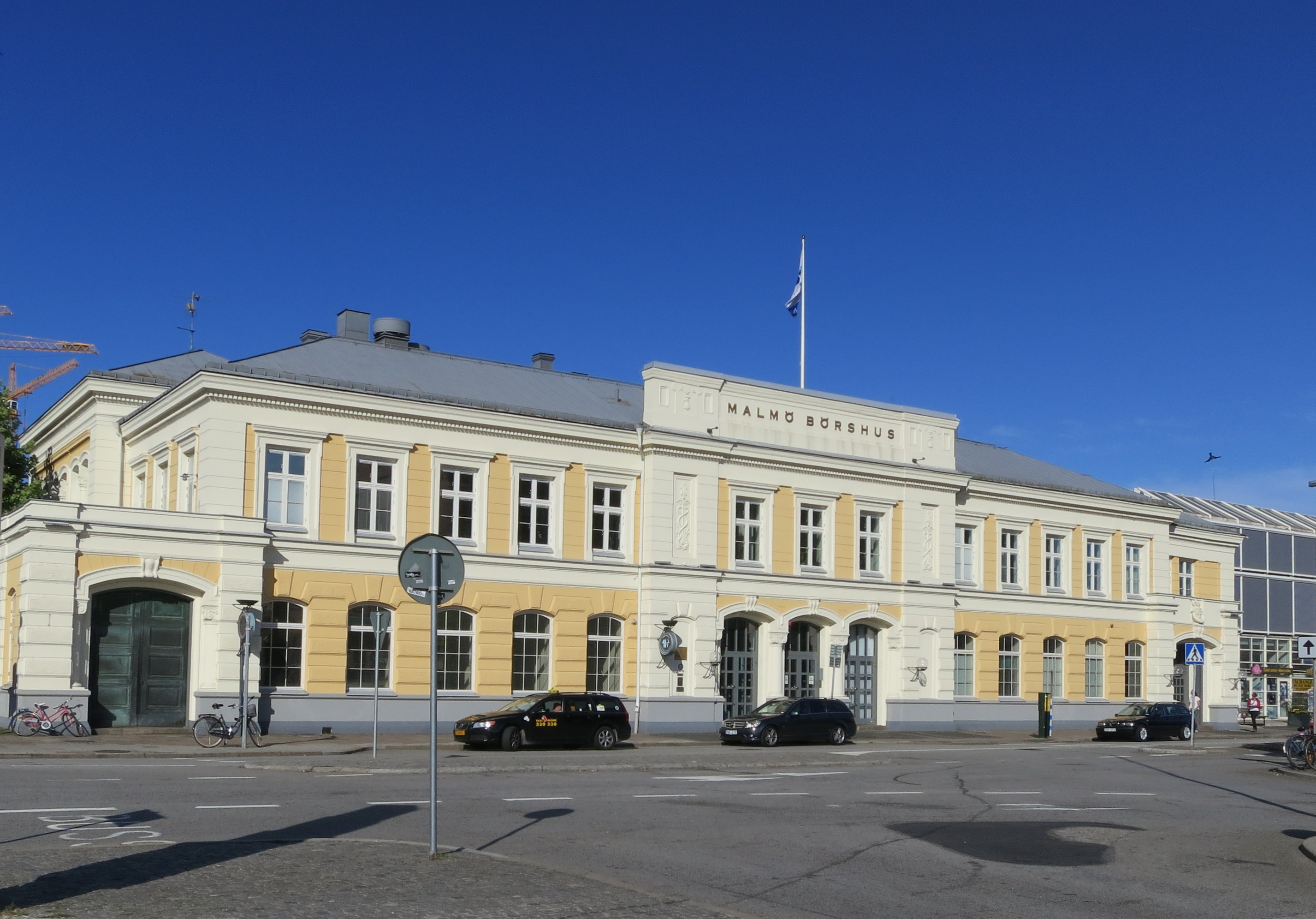
Börshuset, augusti 2013.
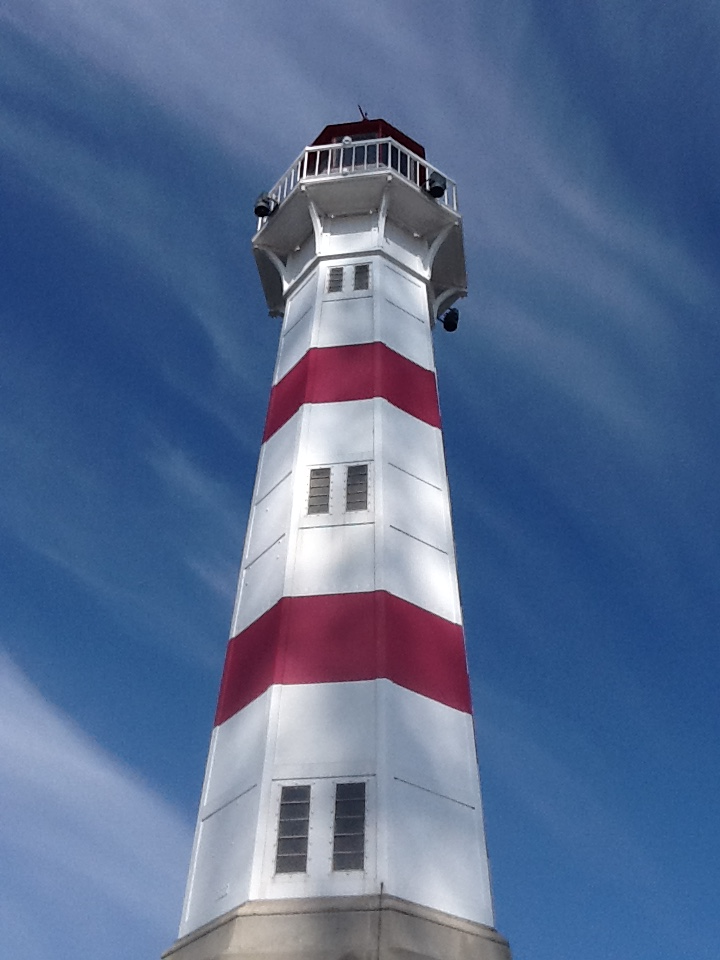
Malmö inre fyr, april 2015.
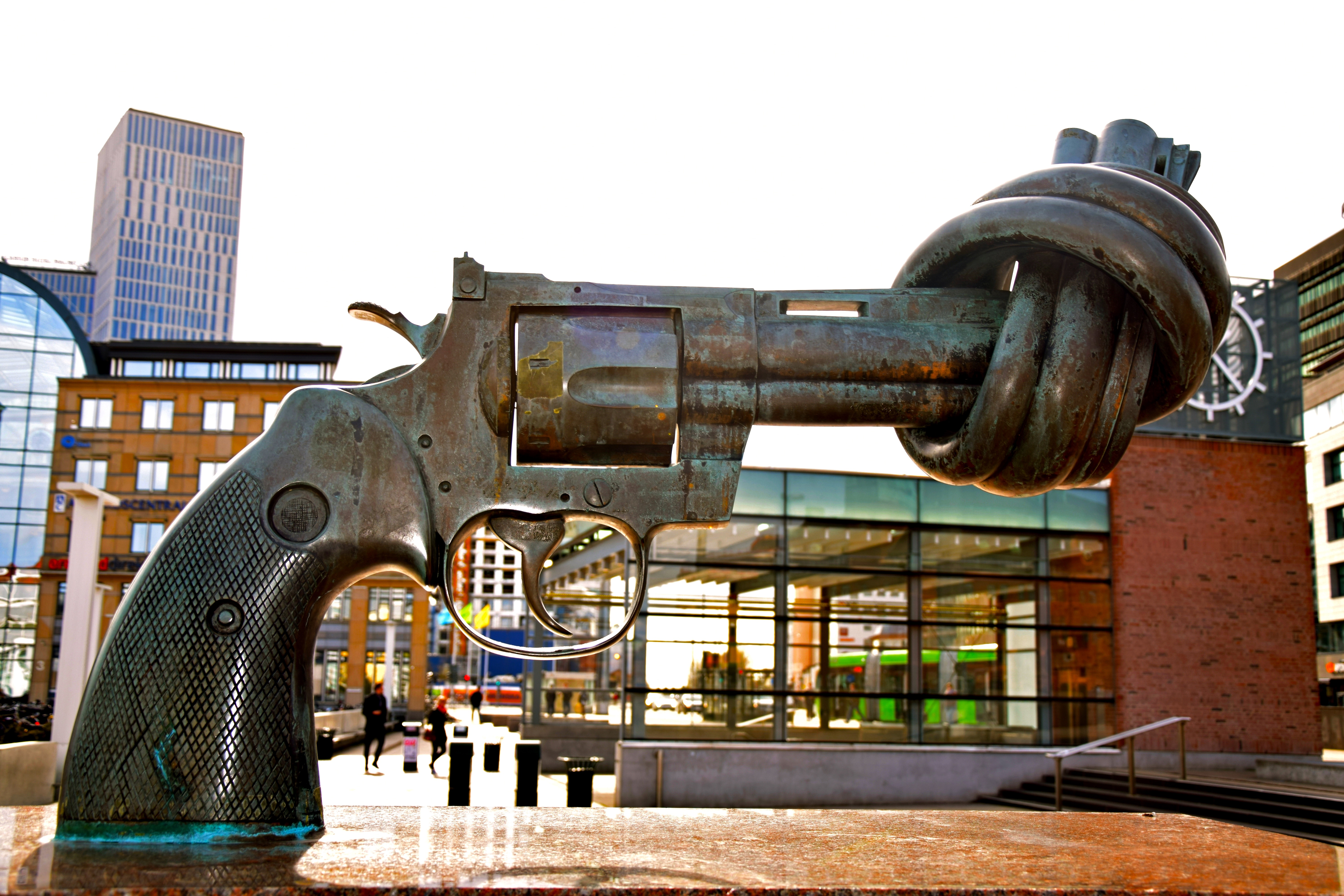
Non-Violence, bronsskulptur av Carl Fredrik Reuterswärd, april 2015.